# Arkamani Ier
Arkamani Ier (Arqamaniqo) est le premier souverain koushite enterré à Méroé dans la pyramide nubienne BEG S 006, près de son épouse la reine Bartarê (pyramide BEG S 004) et son successeur Amanislo (pyramide BEG S 005).
Il est contemporain du pharaon lagide Ptolémée II Philadelphe.

## Biographie
Les seules attestations archéologiques sûres d'Arakamani proviennent de sa pyramide funéraire de Méroé (pyramide Begarawiyah S 006). En outre, de nombreux érudits croient qu'il devrait être identifié avec le roi nubien Ergamenes mentionné par l'historien classique Diodore de Sicile dans sa Bibliothèque historique. Diodore écrit que le puissant sacerdoce voulait la mort d'Ergamenes pour plaire aux dieux, mais parce qu'il était éduqué dans la culture hellénistique, la forte volonté d'Ergamenes lui a permis de nier ce destin et de dominer la prêtrise.
Les événements rapportés dans ce récit sont désormais interprétés comme un changement dynastique en relation avec le transfert de la nécropole royale - et donc de la capitale - de Napata à Méroé. Ainsi, de nombreux chercheurs considèrent Arakamani/Ergamenes comme le premier roi de la phase méroïtique de l'histoire de Nubie, lorsque la base du pouvoir du royaume s'est finalement déplacée vers son sud et lorsque l'influence africaine est devenue plus forte. Il a été suggéré que la « culture grecque », qui, selon Diodore, était à l'origine de la forte volonté d'Ergamenes, devrait être comprise comme la culture gréco-égyptienne du royaume ptolémaïque, lorsque l'Égypte a été gouverné par une dynastie grecque.